# Кот-при-Превалях
Кот-при-Превалях (словен. Kot pri Prevaljah) — поселення в общині Превалє, Регіон Корошка, Словенія. Висота над рівнем моря: 687,6 м.